# ワーナー・ブラザース・テレビジョン
ワーナー・ブラザース・テレビジョン・スタジオ（Warner Bros. Television Studios）は、ワーナー・ブラザース・テレビジョン・グループのテレビ番組製作・配給部門。

## 概要
1955年3月21日、ワーナーはABCの番組『ディズニーランド』の放送成功に対抗して、ウィリアム・T・オアが初めてテレビ番組を制作。最初の番組はワーナー・ブラザース・プレゼンツであり、ABCで放送された。最近は「ワーナー・ホライゾン・テレビジョン」名義で番組製作を行うことも多い。

## 主な制作番組
- シャイアン（1955年）
- フルハウス（1993年～1995年）
- フラーハウス（ワーナー・ホライゾン・テレビジョン名義）
- ER緊急救命室
- ワンダーウーマン (1975年～1979年)
- フレンズ
- ビッグバン・セオリー
- エレンの部屋（2007年～）
- マッドTV!
- V（1984年、2009年～2011年）
- 爆発!デューク
- 愉快なシーバー家
- ハリウッド・ナイトメア
- ギルモア・ガールズ
- ワン・トゥリー・ヒル
- クローザー
- ドリュー・キャリー・ショー（1995年～2004年）
- エレンの部屋(2007年～)
- セックス・アンド・ザ・シティ（1998年～2004年、配給）
- ウィル&グレイス（1998年～2006年、配給）
- ヤング・スーパーマン
- The O.C.
- コールドケース
- スーパーナチュラル
- ゴシップガール
- ターミネーター:サラ・コナー・クロニクルズ
- ザ・ヴォイス（ワーナー・ホライゾン・テレビジョン名義）

## 主な配給番組
- ルーニー・テューンズ
- アニマニアックス
- パワーパフガールズ